# 前津小林
前津小林（まえづこばやし）は、名古屋市中区の地名。

## 地理

### 字一覧
1882年（明治15年）前津小林村当時の字は以下の通り
- 上（かみ）キロメキ[1]
- 下（しも）キロメキ[1]
- 長総（なかおさ）[1]
- 八反田（はったんだ）[1]
- 下手（したて）[1]
- 笠取（かさとり）[1]
- 追堂（おいどう）[1]
- 大ノ田（だいのた）[1]
- 南三反田（みなみさんだんた）[1]
- 北三反田（きたさんだんた）[1]
- 海前（かいぜん）[1]
- 松元（まつもと）[1]
- 丸田（まるた）[1]
- 野田（のだ）[1]
- 元瓦（もとかわら）[1]

## 歴史

### 町名の由来
江戸期の愛知郡前津小林村を前身とする。もともと三輪神社（三輪明神）より南を前津村、北を小林村と呼び別々の村であったが、いつの間にか一村となったらしい。地名は戦国期には既に見え、『信雄分限帳』には「前津小林　するかなハ　土方彦左衛門」とあり天正年間には土方彦左衛門という人物の知行地となっていた。
「前津」の由来については、かつて新堀川が当地まで伸びる入り海であり、船着場があったことから「まへ津」と称していたことによる。鶴が多くいたことからついた舞鶴が「まへつ」と転じたことに由来するともいう。

### 行政区画の変遷
- 1708年（宝永5年） - 前津小林村が前津村と小林村に分かれる。しかし再び合わさって前津小林村となる。
- 1878年（明治11年）12月28日 - 前津小林村の一部が名古屋区上前津町、三輪町、小林町、春日町、不二見町として分離成立[3]。
- 1889年（明治22年）10月1日 - 愛知郡前津小林村が合併に伴い、御器所村大字前津小林となる[4]。
- 1896年（明治29年）3月23日 - 合併に伴い、名古屋市前津小林となる[4]。前津小林町となったとする資料もある[5]。
- 1908年（明治41年）4月1日 - 中区編入に伴い、同区前津小林となる[4]。
- 1911年（明治44年）
  - 10月20日 - 名古屋市会において、前津小林を廃止する件を修正可決[6]。
  - 11月1日 - 松元町・三田町・丸田町・元田町・西川端町・大井町・南武平町・松島町・西境町・西瓦町・大池町・東陽町・東川端町にそれぞれ編入され消滅[4]。